# Arzens
Arzens – miejscowość i gmina we Francji, w regionie Oksytania, w departamencie Aude. W 2013 roku jej populacja wynosiła 1223 mieszkańców. 

## Zabytki
Zabytki w Arzens posiadające status Monument historique:
- Zamek w Arzens
- Croix
- Kościół Saint-Genès